# Broquéis
Broquéis é o livro de poemas de estreia do poeta simbolista brasileiro João da Cruz e Sousa, publicado originalmente em 1893.

## História
Neste livro, Cruz e Souza utiliza uma linguagem mais erudita, fazendo todo um jogo de palavras. Usa a cor branca para representar a espiritualidade, além de elementos vagos. A todo tempo deseja o espírito, mas perde a espiritualidade com o elemento material. Este livro, junto a Missal (do próprio Sousa), é considerado marco inicial do Simbolismo, no Brasil. 
A obra é composta por 54 poemas, sendo marcada pela influência de Baudelaire, que traz o mal como algo belo.